# Wolfgang Hartung (Geologe)
Wilhelm Theodor Wolfgang Hartung (* 18. Februar 1907 in Berlin; † 3. Juni 1995 in Oldenburg) war ein deutscher Geologe.

## Leben
Der Oberlehrersohn Hartung trat zum 1. Mai 1933 der NSDAP (Mitgliedsnummer 2.022.432) und im selben Jahr der SA bei. Er war im selben Jahr zum Studium von Pflanzenfossilien auf dem Balkan und wurde 1933 bei dem Paläobotaniker Walther Gothan an der Humboldt-Universität Berlin promoviert (Die Sporenverhältnisse der Calamariaceen) und 1938 habilitiert (Flora und Altersstellung des Karbons von Hainichen-Ebersdorf und Borna bei Chemnitz, Abh. Sächs. Geolog. Landesamt, 1938). Er war danach bis 1939 an der Preußischen Geologischen Landesanstalt, wo er Bezirksgeologe war. 1945 bis zu seiner Pensionierung 1972 war er Direktor des Staatlichen Museums für Naturkunde und Vorgeschichte in Oldenburg. Daneben lehrte er ab 1954 an der Universität Hamburg und war ab 1963 Honorarprofessor an der Westfälischen Wilhelms-Universität Münster.
Er befasste sich unter anderem mit der Insel Mellum im Watt zwischen Jade- und Weserstrom, der Leybucht und dem Interglazial von Quakenbrück. Er war Mitorganisator mehrerer Tagungen der Arbeitsgemeinschaft nordwestdeutscher Geologen.
Hartung sorgte dafür, dass der Meteorit von Benthullen, der von ihm 1949 bei einem Bauern aufgespürt wurde, ins Oldenburger Museum kam.
Die Stadt Oldenburg würdigte Hartung am 17. Oktober 2000 mit der Benennung einer Straße. Insbesondere wurde damit sein Engagement für den Naturschutz gewürdigt, er war Bezirksbeauftragter für Naturschutz und Landespflege und leitete die Arbeitsgemeinschaft für Naturschutz, Landespflege und Umweltfragen der Oldenburgischen Landschaft, wobei er zum Beispiel für den naturbelassenen Erhalt der Leybucht und von Hochmooren eintrat. Hartung erhielt auch den Niedersächsischen Verdienstorden (Verdienstkreuz 1. Klasse) und das Große Stadtsiegel von Oldenburg.

## Schriften
- Wangeroog. Wie  es wurde, war und ist. Oldenburg 1951